# Sleeping with Other People
Sleeping with Other People is een Amerikaanse film uit 2015, geschreven en geregisseerd door Leslye Headland. De film ging in wereldpremière op 24 januari op het Sundance Film Festival.

## Verhaal
Jake (Jason Sudeikis) is een echte rokkenjager en Lainey (Alison Brie) is een vrouw die niks liever doet dan vreemdgaan. Samen hebben ze een platonische relatie. Op een bepaald moment ontstaat er echter een wederzijdse aantrekkingskracht tussen hen beiden, waardoor ze op een bepaalde manier hun leven proberen te beteren.

## Rolverdeling
| Acteur         | Personage         |
| -------------- | ----------------- |
| Jason Sudeikis | Jake              |
| Alison Brie    | Lainey            |
| Natasha Lyonne | Kara              |
| Amanda Peet    | Paula             |
| Adam Scott     | Matthew Sobvechik |
| Marc Blucas    | Chris             |
| Andrea Savage  | Naomi             |